# Thomas François Burgers
Pour les articles homonymes, voir Burgers.
Thomas François Burgers (15 avril 1834 – 9 décembre 1881) est un homme politique et un chef d'État boer qui est président de la République sud-africaine (ou Transvaal) de 1872 à 1877.

## Premières années
Plus jeune enfant de Barend et Elizabeth Burgers, Thomas Burgers nait en 1834 à Langefontein, une ferme du Camdeboo dans le district de Graaff-Reinet, Colonie du Cap.
Après des études de théologie à l'Université d'Utrecht aux Pays-Bas, il devient en 1859 pasteur de Hanovre en Afrique du Sud. Personnalité éloquente, ses idées sont alors rationaliste et libérale. Il entre sur ce thème en conflit avec le synode de l'église réformée hollandaise concernant l'interprétation des versets de la Bible dont il refuse une approche par trop littérale. En 1862, il est accusé d'hérésie par le Synode. Condamné en 1864, il est suspendue de ses fonctions avant que la Cour suprême n'annule la décision du Synode et qu'il ne retrouve sa fonction pastorale en 1865,. 

## Président de la République

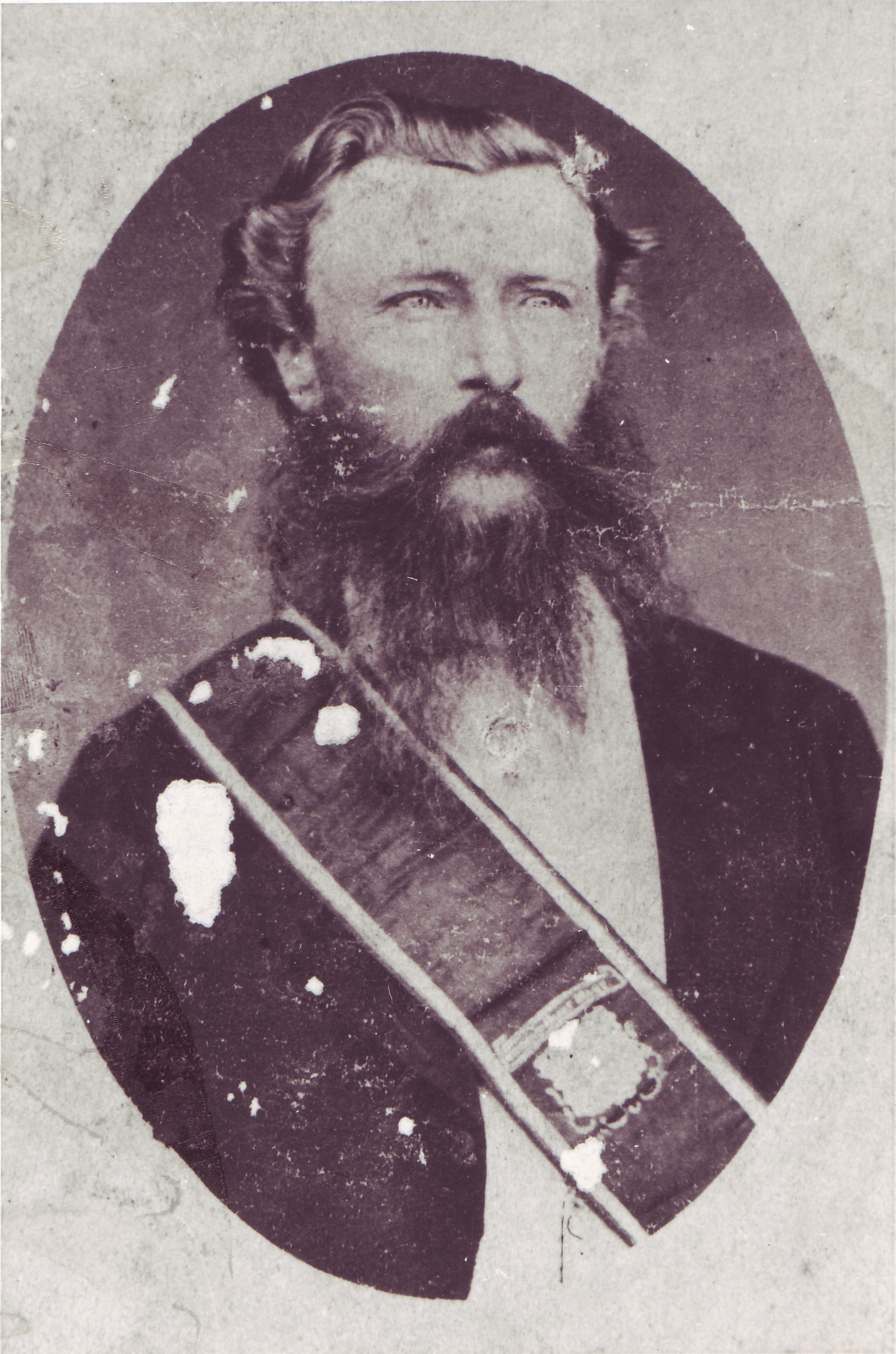
Th.F. Burgers, président de la République.

Ayant obtenu le ralliement de nombreux boers de la république sud-africaine du Transvaal, il se présente aux élections présidentielles et est élu en 1871 à une large majorité par 2964 voix contre 388 à son adversaire. Il entre en fonction en 1872. Sous sa présidence est gravée la Burgerspond, la première pièce de monnaie de la république, avec son portrait sur le côté face. 
Son mandat est marqué par sa volonté de construire une voie de chemin de fer reliant le Transvaal à la mer. En 1875, il fait un déplacement présidentiel en Europe pour tenter de lerver des fonds mais ses plans sont mis en échec par les Pedi du chef Sekhukhune, dont les terres sont convoitées pour faire passer le rail. 
En 1877, Burgers est devenu impopulaire et son gouvernement insolvable. L'État est en faillite et très vite, la petite république boer est annexée sans coup férir par la Grande-Bretagne. 

## L'annexion
Le Transvaal est en situation de banqueroute et est menacé par une offensive imminente des armées zouloues en provenance du Natal.
Lord Carnavon, le ministre des colonies britanniques, un partisan de la création d'une fédération d'Afrique du Sud, pense alors que les habitants du Transvaal ne pourraient que se réjouir d'une annexion par l'Angleterre. Le 4 janvier 1877, sir Theophilus Shepstone pénètre dans la république boer avec 25 hommes de la police montée du Natal. Il se rend alors sans résistance jusqu'à Pretoria où il se concerte avec les autorités autour de bouteilles de sherry et de champagne. Les discussions aboutissent à l'annexion du Transvaal par l'Empire Britannique le 12 avril 1877. Le vice-président de la république, Paul Kruger, est alors l'un des rares dirigeants boers à s'y opposer. Par deux fois, il se rend à Londres pour protester mais en vain. Il fonde alors un triumvirat avec Piet Joubert et Marthinus Wessel Pretorius pour organiser une résistance armée qui n'est en mesure de passer à l'action qu'à la fin de l'année 1880.
Le 16 décembre 1880, les rebelles boers proclament l'indépendance du Transvaal à Potchefstroom. Le 20 décembre, ils attaquent et détruisent un convoi militaire britannique lors de la bataille de Bronkhorstspruit. Plusieurs garnisons britanniques du Transvaal sont alors assiégées par des commandos boers entre le 22 décembre 1880 et le 6 janvier 1881.
Les Boers étant vêtus généralement de vêtements civils kaki ou neutres, ils sont facilement dissimulable à la vue de leurs ennemis alors que l'uniforme rouge écarlate des soldats britanniques fait de ces derniers des cibles faciles pour les snipers embusqués.
Le 28 janvier 1881, la bataille de Laing's Nek se solde par une défaite de la cavalerie et de l'infanterie britannique. Elle est suivie par une autre victoire boer à la bataille de Schuinshoogte le 8 février 1881.
L'humiliation finale des Britanniques a lieu à la bataille de Majuba Hill le 27 février 1881, qui s'achève sur la défaite écrasante des troupes de la Reine Victoria qui comptabilisent 92 soldats tués, 134 blessés et 59 autres faits prisonniers alors, qu'à effectif similaire de 400 hommes, les Boers ne déploraient qu'un seul tué et 5 blessés.
Retirer de la vie politique, Burgers meurt en 1881 à l'âge de 47 ans.